# أنديرس إيفنسن
أنديرس إيفنسن (بالنرويجية البوكمول: Anders Evensen)‏ هو متسابق يخت نرويجي، ولد في 2 مارس 1915، وتوفي في 24 مارس 1988.

## وصلات خارجية
- أنديرس إيفنسن على موقع أوليمبيديا (الإنجليزية)